# 抹大拉
抹大拉（亞蘭語：מגדלא，Magdalā，意為“塔”，羅馬化：Migdál，羅馬化：Magdalá）是一座古代的猶太城，位於加利利海岸邊，提比里亞以北5（3.1英里）。該市被認為是抹大拉馬利亞的出生地。直至1948年巴勒斯坦戰爭，該地為阿拉伯村 al-Majdal （阿拉伯语：المجدل）的所在處。到現在，該地屬於以色列的城 Migdal。